# Ivan Erazem Tatenbah (roman)
Ivan Erazem Tatenbah je roman Josipa Jurčiča. Delo je najprej izhajalo v obliki podlistka v časopisu Slovenski narod leta 1873.

## Vsebina
Sredi 17. stoletja so se na Hrvaškem, Sloveniji in Ogrskem pripravljale velike stvari – nasilna odcepitev Ogrske in južnoslovanskih dežel od Avstrije. Na Hrvaškem je zaroto vodil hrvaški ban, Peter Zrinjski, pomagala sta mu žena Anka Katarina Zrinjska in njen brat Franjo Krsto Frankopan. Zrinjski je pomoč na Slovenskem našel pri grofu Ivanu Erazmu Tattenbachu.
Sledi opis Jurija Gornika, viničarja na Tattanbachovem vinogradu, ki pripravlja gostijo za gospodo. Gornik svojo lepo hči pošlje v oddaljeno kočo. Gostje pridejo, duhovniki, župani, kmetje, tudi grof s spremstvom, do vseh je prisiljeno prijazen. Po odhodu gostov se grof pritožuje, da mu je odveč ta komedija. Pozno je, tu bodo prespali. Medtem je bila Marjanica v koči. Ko pride njen ljubček Ribelj, grofov pisar, je jezna, ker je morala biti zaprta, on jo tolaži, da je svet pokvarjen, bolje zanjo, da je skrita. Poslovita se. Družba z grofom je popivala ob petju deklet, ki so se komaj upirale grofovim željam. Ko ostali odidejo, zarotnika Bukovački in Caldi sedeta k pogovoru. Caldi je jezen zaradi grofove nestanovitnostni, enkrat je za zaroto, drugič ne. Skleneta, da bosta izkoristila Tattenbachov strah pred vražami. Naslednje jutro med potjo slišijo krik. To je Marjanica, ki je iz radovednosti prišla blizu, a jo je pes ustrašil. Grof vidi, da je to lepa deklica, ukaže njenemu očetu, naj se preselita na njegov grad Podčetrtek, da mu bosta bližje. 
Nad Konjicami je Tattenbachov grad, tu biva grofica Tattenbachova, ki jo mož zanemarja. Na grad pride grof, najprej prijazen do žene, nato jo odrine. Žalostna je, vidi, da ga od nje odvrača častilakomnost. Mož jo zavrne, saj je to njegova možnost za uspeh in ne potrebuje take žene, ki ga ne spodbuja. Z Bukovačkim in Caldijem gredo jezdit na Ptujsko polje. Tam je stala koča, v njej je živela stara baba Grgulja, ki je vedeževala. Grofa sopotnika prepričata, da mu baba vedežuje. Tako mu napoved prihodnost in zabiča, da prijateljstev ne sme razdreti, saj ga bodo sicer obesili. Grof je prestrašen. Bukovački in Caldi sta zadovoljna. 
Priprave na upor so pospešeno tekle. Da bi Tattenbacha dodatno prepričala, ga obišče Katarina Zrinjska. Med njunim pogovorom v sobo stopi grofica, Tattenbach jo neprijazno odpodi. Zrinjsko to moti, še isti dan odide, grof pa gre na Podčetrtek, kjer je lepa Marjanica. Tam Marjanica ureja rože. Bliža se Ribelj, a srce ji ne skače od veselja, le solze prihajajo – po grehu. Ribelj gre k deklici, ko se prikaže grof. Ta pove, da je deklica zdaj grofova, Ribelj pride pozneje na vrsto. Ribelj grofa v jezi napade. Zvežejo ga in ga kot ujetnika peljejo na grad Konjice.
Čez nekaj dni na grad pride celjski sodnik Pavel Ahác, ki je izvedel, da imajo tu zaprtega Riblja. Želi govoriti z mladeničem, a mu ne pustijo. Sodnik meni, da se bo z grofom dogovoril in drugič prišel. Oskrbnik zaskrbljen o obisku obvesti grofa. Marca so se že širile govorice o velikih rečeh. Povod so bili tudi vojaki Zrinjskega, ki so prišli na Štajersko. Tako mora biti, je menil grof, zemljo morajo vojaki spoznati. Nato pa bodo s prevaro osvojili Gradec.
Riblja so medtem z veliko vsoto denarja in z obljubo, da molči o zaroti in odide iz dežele, izpustili iz zapora. Še pred odhodom v Nemčijo je želel videti deklico, odpustiti ji in jo vzeti s seboj. Pride na grad, a izve, da je deklica v skrbi, da ji ni odpustil, umrla od vročice. Grofa po pretepu ni bilo več. Ribelj se kmalu zatem odpravi k mariborskemu mestnemu pisarju Jakobu Kodru. Prinese mu listino, ki so jo podpisali Zrinjski, Frankopan, Tattenbach, original pogodbe o uporu proti cesarju. Naj s tem uničijo Tattenbacha. A Koder da ujeti tudi Riblja. Kasneje tega meseca so plemenitaši k nekemu zborovanju v Gradec poklicani, pride tudi Tattenbach. Ko grof vstopi v grajsko dvorano, ga primejo vojaki in ga zaradi veleizdajstva pošljejo v zapor.
Ribljevo pismo je na Dunaju potrdilo sume o zaroti. Grofovo premoženje so zaplenili. V treh dneh so sestavili komisijo in sojenja so se pričela. Tattenbach je bil leto dni zaprt, pomagala sta mu le žena Ana, ki pa so jo ujeli, in stotnik Caldi. Pride dan obsodbe, grofu in njegovim potomcem bodo odvzeli plemstvo in posestva. Grof se je v ječi še enkrat sestal z grofico Zrinjsko. Novembra preberejo obsodbo, zdaj ni več plemič, mestno sodstvo ga bo obravnavalo. V mestni hiši se poslovi od sina Antona. 1. decembra mu odsekajo glavo. Tudi drugi zarotniki so bili usmrčeni, Zrinjski in Frankopan. Grofica je dobila pokojnino, Zrinjska je umrla zaprta v samostanu karmeličank. Sin Anton je moral stopiti v klošter. Sklenili so tudi Grguljo poiskati, a ni jasno, če so jo našli.